# 毛果枳椇
毛果枳椇（学名：Hovenia trichocarpa），为鼠李科枳椇属下的一个种。

## 扩展阅读
維基物種上的相關：毛果枳椇